# Józef Gliszczyński
Józef Gliszczyński herbu własnego (zm. 12 grudnia 1799) – ostatni kasztelan biechowski, konsyliarz województwa kaliskiego w konfederacji targowickiej w 1792 roku.

## Rodzina
Syn Macieja, urzędnika ziemskiego i prawnika oraz Róży Cywińskiej. Dwukrotnie żonaty. Pierwsza żona, Zofia Tomicka herbu Łodzia (zm. 1762), poślubiona przez Józefa 16 maja 1756 w Budziszewie była córką Władysława, miecznika poznańskiego.
Druga żona Eleonora Katarzyna Bieńkowska herbu Ślepowron, córka Wojciecha, wojskiego wschowskiego urodziła troje dzieci:
Antoniego (1766-1835), ministra spraw wewnętrznych, posła na Sejm Wielki; Katarzynę, późniejszą żonę Walentyna Świniarskiego; Franciszkę, późniejszą żonę Jana Zembrzuskiego.

## Pełnione urzędy
Początkowo cześnik i podczaszy gnieźnieński (1777), następnie podczaszy poznański (1779). W latach 1779–1786 na stanowisku surrogatora grodzkiego poznańskiego. W latach 1783–1793 pełnił urząd kasztelana biechowskiego. Wybrany z Senatu sędzią Sejmu Czteroletniego w 1788 roku. Za zasługi dla ojczyzny został odznaczony Orderem Orła Białego (1792) oraz Orderem Świętego Stanisława (1783). Pochowany został w Różnowie.
Był kandydatem do kasztelanii lendzkiej (1779) i poznańskiej (1781). Powyższych nominacji nie otrzymał.
Był komisarzem komisarzem Komisji Dobrego Porządku w Poznaniu w 1780 roku.